# Arsura
Arsura es una comuna ubicada en el distrito de Vaslui, Rumania.

## Superficie
Posee una superficie de 40,63 kilómetros cuadrados.

## Demografía
Hasta 2021 la población era de 1416 habitantes, con una densidad de población de 34,85 habitantes por kilómetro cuadrado.